# Laurentiuskapelle (Wallenschwil)

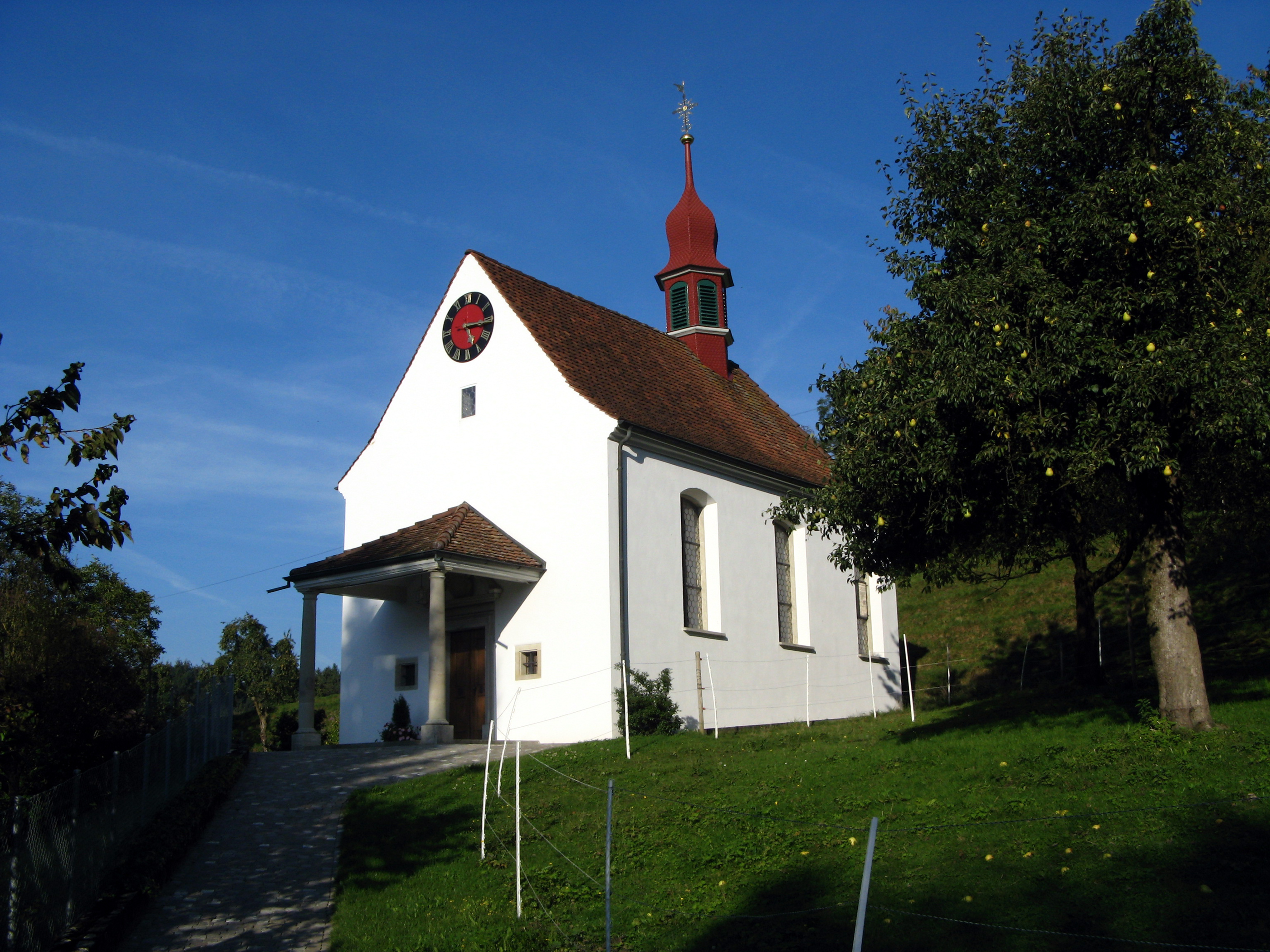
Laurentiuskapelle

Die Laurentiuskapelle ist eine römisch-katholische Kapelle in Wallenschwil, einer Ortschaft in der Gemeinde Beinwil (Freiamt) im Kanton Aargau.

## Geschichte
Wallenschwil gehörte bis 1856 nicht zur Pfarrei Beinwil, sondern war eine Exklave der Pfarrei Muri, die dem Kloster Muri unterstand. Für diese Kapelle ist ein Messbuch aus dem Jahr 1333 überliefert. Nach der Absetzung von Abt Jakob Meier im Jahr 1596 forderten die eidgenössischen Schirmort seinen Nachfolger Johann Jodok Singisen auf, die heruntergekommene Kapelle wieder instand zu setzen. Nachdem sie 1709/10 renoviert worden war, wurde sie 1745 durch das heute bestehende Gebäude ersetzt. Die Ausführenden waren der Maurer Paul Rey und der Zimmermann Franz Mäder. Fürstabt Gerold Haimb nahm am 31. Juli 1746 die Einweihung vor. Renovationen erfolgten 1891, 1963 und 1988/90.

## Bauwerk
Die geostete Kapelle liegt an einem Abhang, von Mauermitte zu Mauermitte misst sie 24 × 12 Meter. Am Chor sind die Ecken abgeschrägt, so dass drei Seiten eines Sechsecks entstehen. Das flach gerahmte Portal trägt über einem Kissenfries einen Rundgiebel mit dem Wappen von Gerold Haimb. Geschützt wird es durch ein Vordach auf toskanischen Säulen. Auf jeder Längsseite befinden sich sechs Fenster mit Stichbogen. Über dem durchgezogenen First des Satteldaches ragt ein geschweifter Glockenturm. Im Innern trennt ein Chorbogen das Kirchenschiff vom Chor. Der Altar stammt aus dem Jahr 1730, das Werk im Régence-Stil besteht aus einem gesprengten Giebel und Akanthus-Verzierungen. Das von M. Bichler im Jahr 1830 gemalte Altarblatt stellt den Heiligen Laurentius von Rom dar, im Oberblatt ist Maria mit Jesuskind zu sehen.